# Feodor Lynen
Feodor Lynen, född 6 april 1911 i München, Tyskland, död 6 augusti 1979 i München, var en tysk biokemist. Han är känd för sina arbeten över ämnesomsättningen i cellen. Bland annat har han isolerat enzym A samt utrett förloppet vid fettsyrors uppbyggnad och nedbrytning i organismen. År 1964 erhöll Lynen, tillsammans med Konrad Bloch, Nobelpriset i fysiologi eller medicin.

## Biografi
Feodor Lynen började sina studier vid kemiavdelningen vid Münchens universitet 1930 och tog examen i mars 1937 under handledning av Heinrich Wieland med arbetet: "On the Toxic Substances in Amanita". Lynen stannade i Tyskland under andra världskriget. År 1942 blev han kemilärare vid Münchens universitet och 1947 blev han biträdande professor och 1953 professor i biokemi. Från 1954 och framåt var han chef för Max-Planck Institute for Cellular Chemistry i München, en position som skapades för honom på initiativ av två seniora forskare, Otto Warburg och Otto Hahn. År 1972 slogs institutet samman till det nygrundade Max-Planck Institute of Biochemistry 1972 och samma år utsågs han också till ordförande för Gesellschaft Deutscher Chemiker (GDCh).
År 1964 vann han Nobelpriset i fysiologi eller medicin tillsammans med Konrad Bloch för deras upptäckter om mekanismen och regleringen av kolesterol och fettsyrametabolism, upptäckter som tog många år att slutföra. Nobelkommittén ansåg att detta var viktigt, eftersom förståelse av ämnesomsättningen av steroler och fettsyror kunde avslöja hur kolesterol påverkar hjärtsjukdomar och stroke. Hans Nobelföreläsning den 11 december 1964 hade titeln "The pathway from "activated acetic acid" to the terpenes and fatty acids".
Lynen och Bloch arbetade mestadels separat och upptäckte båda stegen som skapade squalen och förvandlade squalen till kolesterol. Ursprungligen fann Lynen att acetat aktiverat av koenzym A behövdes för att starta processen. Han upptäckte den kemiska strukturen av acetyl-koenzym A, som behövdes för en detaljerad förståelse av de biokemiska vägarna. Han lärde sig också att biotin, eller vitamin B7, behövdes för processen. 

## Utmärkelser och hedersbetygelser
- 1963: Otto Warburg Medal från the German Society for Biochemistry and Molecular Biology [21]
- 1964: Nobelpriset i fysiologi eller medicin (tillsammans medKonrad Bloch) "för deras upptäckter om mekanismen och regleringen av metabolismen av kolesterol och fettsyror"
- 1965: Grand Cross of Merit with Star and Sash of the Federal Republic of Germany
- 1967: Norman Medal av the German Society för fettforskning
- 1971: Pour le Mérite for Science and Art
- 1972: Austrian Decoration for Science and Art